# Marie-Sophie Obama
Pour les articles homonymes, voir  Obama.
Marie-Sophie Obama, née le 28 décembre 1980 à Toulouse (Haute-Garonne), est une dirigeante française de basket-ball. Depuis mars 2017, elle est présidente déléguée du club professionnel Lyon ASVEL Féminin, repris par le président Tony Parker.

## Biographie
Après une enfance dans le Gers, Marie-Sophie Obama est formée au Centre fédéral à l'INSEP aux côtés des futurs internationaux Tony Parker, Boris Diaw et Céline Dumerc.
Elle joue professionnellement pendant huit saisons, à Mirande, Bordeaux, Aix-en-Provence et Calais. En 2003, elle remporte l'EuroCoupe (EuroCup Women), avec Aix-en-Provence. À la fin de sa carrière professionnelle, elle travaille quelques années avec un agent de joueuses avant de commencer sa carrière dans l'immobilier en tant qu'agent commercial indépendant. 
En 2017, elle est choisie par Tony Parker pour devenir la nouvelle présidente déléguée et directrice générale, de Lyon ASVEL Féminin, club de Ligue Féminine de Basketball. Elle est aussi à l'initiative en 2017 de l'association loi de 1901 Les Lumineuses,, avec Nathalie Pradines, dirigeante de la société Comadequat. L'association s'est donné pour mission de faire la promotion de la performance féminine et organise un premier festival « Lyon gagne avec ses femmes » en septembre 2018. 
En mars 2018, elle reçoit le trophée Reprise-Transmission lors de la onzième édition des Femmes en actions. Elle intègre à cette date le classement des 50 femmes les plus influentes de Lyon par le média Lyon People.
En avril 2018, Marie-Sophie Obama est présidente de l'Union des clubs professionnels de basket féminin. Elle est ambassadrice de l'association Docteur Clown qui agit en direction des enfants hospitalisés.
En septembre 2018, Marie-Sophie Obama est choisie comme marraine de la Coupe du monde féminine de la FIFA qui est organisée en France à l'été 2019, aux côtés de Frédéric Michalak et Camille Abily.

## Décorations
- Chevalier de l'ordre national du Mérite (décret du 29 novembre 2023)[11]